# Louise von Holtei
Louise von Holtei, geborene Louise Roger bzw. Louise Rogée (* 1. Dezember 1800 in Wien; † 28. Januar 1825 in Berlin), war eine österreichisch-deutsche Theaterschauspielerin und Sängerin.

## Leben
Holtei war römisch-katholisch und Pflegetochter der Petrillo-Eigensatz, verbrachte ihre Jugend in Wien und wurde von Friederike Bethmann zur Schauspielerin ausgebildet. Besonders gefördert wurde sie vom Schauspielerehepaar Pius und Amalie Wolff.
Sie debütierte 1815 oder 1817 in den Lustspielen Jac(k) Spleen und Welche ist die Braut, erkrankte jedoch bald darauf und musste die Bühne verlassen.
Nach ihrer Heirat am 4. Februar 1821 mit dem evangelischen Schriftsteller und Regisseur Karl von Holtei kehrte sie im Mai an das Theater zurück und debütierte als „erste Liebhaberin“ in Breslau am 9. Mai 1821. Zwei Jahre später schied sie von dort auf Grund eines Streites ihres Ehemannes mit der Direktion und gastierend zog sie mit ihm auf ihrer am 23. Juni 1823 begonnenen „Kunstreise“ von Prag nach Wien, Brünn, Berlin und Hamburg; in Hamburg erhielt sie einen Vertrag nach Berlin.
Ab März 1824 arbeitete sie als Schauspielerin am Königlichen Theater in Berlin und am 21. April 1824 debütierte sie in Berlin als Käthchen von Heilbronn in der von ihrem Ehemann veranlassten Aufführung des Kleist-Stückes. Ihr Tod durch eine Herzbeutelentzündung beendete ihre erfolgreich begonnene Karriere.
Sie hinterließ zwei Kinder. Der Sohn, Heinrich Holtei (1821–1836), verstarb 16-jährig in Grafenort, die Tochter, Marie Holtei (1822–1897), heiratete in jungen Jahren den Advokaten Josef Potpeschnigg und verzog nach Graz in der Steiermark.